# Rhabdospora pleosporoides
Rhabdospora pleosporoides är en lavart som först beskrevs av Pier Andrea Saccardo, och fick sitt nu gällande namn av Pier Andrea Saccardo 1884. Rhabdospora pleosporoides ingår i släktet Rhabdospora och familjen Mycosphaerellaceae.   Inga underarter finns listade i Catalogue of Life.